# ديفيد جاي شوارتز
ديفيد جاي شوارتز (بالإنجليزية: David J. Schwartz)‏ هو كاتب أمريكي، ولد في 23 مارس 1927، وتوفي في 6 ديسمبر 1987.